# سندباد (موسيقى)
1891 الموسيقية التي تحمل الاسم نفسه، انظر "سندباد" (1891 الموسيقية)

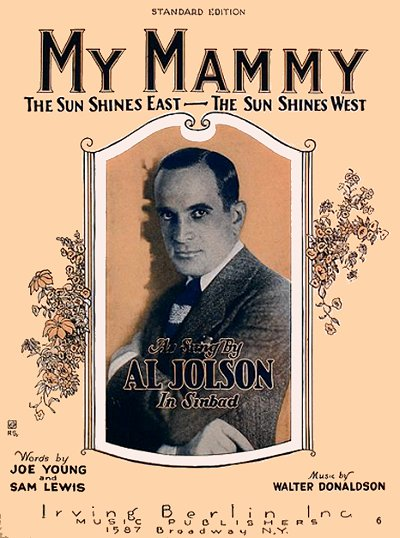
"ماي مامي" تم إقحامها في العرض عام 1921.

سندباد هي مسرحية موسيقية برودواي مع كتاب وكلمات هارولد ر. أتريدج وموسيقى سيغموند رومبيرغ، آل جولسون وغيرهم. يلعب جولسون دور حمّالاً في بغداد القديمة حيث يلتقي بمجموعة من الشخصيات من الف ليلة وليلة، بما في ذلك السندباد. ويتم نقله إلى إعدادات مختلفة غريبة.
تم إنتاج الموسيقى من قبل لي شوبرت و ج. ج. شوبرت وتم تنظيمها من قبل ج. هوفمان و ج. ج. شوبرت. بعد تجربة في نيو هيفن، كونيتيكت، افتتح إنتاج برودواي في 14 فبراير 1918 في مسرح الحديقة الشتوية، حيث عرض 164 عرضًا. وشملت الممثلين جولسون (في وجه اسود)، كيتي دونر، كونستانس فاربر وفورست هوف. كان هذا العرض «كوميديا موسيقية» بقليل من الأغراض غير توفير سيارة لجولسون، الذي غنى أغاني متخصصة تم كتابتها له بنفسه والآخرين، في حين عقدت أغاني رومبرغ العرض معاً. كما هو الحال مع العروض السابقة لجولسون، تم تقريب الأغاني أثناء التشغيل والجولة الوطنية التي أستمرت لمدة عامين تقريبًا.

## الملخص
في نادٍ للجزيرة لونغ آيلند، تناضل نان فان ديكر، وهي أجتماعية ثرية، لتختار من بين رجلين يعهدان بمسألة مالية. وهي تستشير كرة بلورية، والكرة تكشف لها مشاهد عربية غريبة وأناس، بما في ذلك إنباد الحمال وإصدار شرق أوسطي لجزيرة لونغ آيلند، غاس. يتبع سلسلة الخيال، ويلتقي إنباد بمجموعة من الشخصيات من الليالي العربية، بما في ذلك السندباد البحري.

## الأغاني
الموسيقى من قبل رومبيرغ وكلمات أتريدجي، بأستثناء ما ينص على خلاف ذلك:
| الأداء 1 - على المكعب الأخضر - ميلدريد وفتى وفتاة لاعبي الغولف - القليل من كل جنسية - باتريشيا دي ترايت وجمالنا المتحالفين - أسلافنا - الأمير ستوب تلماج، الأميرة أودري فان ديكر وكهف الرجال والفتيات - ألف ليلة وليلة الليالي العربية - أسكافي، فتاة رقيق وفان رينسيلار سندباد - من أين يحصلون على هؤلاء الرجال؟ - تيسي فيرديير - الجميلة والوحش - سيدة المحكمة، الحديقة الشتوية الزرقاء فتيات الأشرطة وكلاب ميهان - Rock-a-Bye طفلك مع ديكسي ميلودي (موسيقى جان شوارتز؛ كلمات كل من جو يونغ وسام سام لويس) - إنباد الحمال - خذ القارب الليلي إلى ألباني (موسيقى شوارتز؛ كلمات لويس ويونغ) - إنباد - بغداد - الإسكافي وبنات الصحراء العربية - خرقة الفتى من بغداد (موسيقى جولسون ورومبرغ) - ستاب، أودري، فرانك، غريس، كيكيم وبنات خرقة الفتى - ليلة في الشرق - أمينة وأحلام شرقية - أنا حائل من القاهرة - تيسي وبنات القاهرة - الحب اهوي! - جانيت فيردي، كيكيم، تابيم والحب اهوي بنات البحر - البدالامبو (موسيقى من قبل جولسون) - ستاب، كيكيم، تابيم وبنات ياما ياما | الأداء 2 - راز ما تاز (موسيقى من قبل جولسون) - ستاب، فرانك، جوني وفتيات الجاز الأغاني اللاحقة المحرفة - مدرسة داركتاون دانسين (كلمات جاك يلين، موسيقى ألبير جيمبل) - - لست غيورًا (كلمات هاري بيز، موسيقى ليد غ. نيلسون وفريد مايو) – - ماي مامي (كلمات يونغ ولويس، وموسيقى والتر دونالدسون) – - أخبر ذلك إلى المارينز (كلمات أتتردج، موسيقى شوارتز وجولسون) - سوف أقول أنها لم (بواسطة ديسيلفا، غاس كان وجولسون) – - مرحبًا، المركزي، أعطني الأرض المحرمة (بواسطة يونغ، لويس وشوارتز) – - كلوي (بواسطة ديسيلفا وجولسون) – - سواني (من قبل ايرفينغ سيزر وجورج غيرشوين) – |

## وصلات خارجية
- Sinbad على قاعدة بيانات برودواي على الإنترنت
- Sinbad at Ovrtur.com, listing interpolated songs